# Dolores de Palacio y de Azara
María Dolores de Palacio y de Azara (Zaragoza, 30 de marzo de 1895-Ávila, 1989) fue una profesora española, que se convirtió en la primera mujer catedrática en España y en la directora del primer instituto de secundaria de Ávila y fue reconocida como Comendadora de la Orden Civil de Alfonso X el Sabio.

## Trayectoria
Dolores de Palacio nació en la ciudad de Zaragoza el 30 de marzo de 1895. Fue una de las primeras cuatro mujeres en terminar el bachillerato en el Instituto General y Técnico de Zaragoza, que obtuvo con Premio Extraordinario el 22 de febrero de 1915.
En torno a 1914 se convirtió en una de las primeras mujeres en matricularse en la Facultad de Filosofía y Letras de la Universidad de Zaragoza donde cursó estudios de geografía e historia, junto a la que se considera que fue la primera alumna oficial del Instituto General y Técnico de Zaragoza en 1911 y de la propia facultad de Filosofía y Letras, Áurea Javierre Mur. Además, también compartió estudios con otras pioneras como María Moliner, Josefa García Segret, María Pilar Pacareo, María Dolores Claver, María Pilar Lamarque, María Pilar Moneva, María Monzón, María Concepción Fernández, María Pilar Suñé, Ramona Mercedes Izal e Isabel Lozano. En 1917, De Palacio se licenció en Filosofía y Letras.
Obtuvo el Doctorado en Historia del arte en la Universidad Central de Madrid, siendo una de las primeras mujeres españolas en doctorarse. Además, obtuvo la licenciatura en Derecho por la Universidad de Salamanca, habiendo cursado algunas asignaturas de estos estudios en la Universidad de Zaragoza y en la Universidad Central de Madrid. Dominaba el idioma francés, alemán e inglés, y ejerció como profesora de dos de ellas.
En 1928 aprobó unas oposiciones con lo que se convirtió en la primera mujer catedrática de francés de España. En 1929 ingresó por oposición en el Cuerpo de Catedráticos Numerarios de Instituto. En 1933 se convirtió en la primera mujer directora de un centro oficial de enseñanza media, cuando puso en marcha el Instituto de Peñaranda de Bracamonte, en Salamanca.
Además, fue directora del Instituto Nacional de Enseñanza Media de Ávila, donde ejerció como docente gran parte de su vida laboral hasta que se jubiló en 1965. En ese instituto fue profesora de Margarita Baudín, la segunda mujer notario de España, además del expresidente Adolfo Suárez, del exministro Fernández Bermejo y del exjugador de la Selección Nacional Muñoz Revilla, entre otros.
Durante su periodo como directora del instituto de Ávila llegó a enfrentarse con el Obispo de diócesis por fomentar que alumnas y alumnos estudiaran juntos, ya que su centro tenía carácter mixto y también para defender su papel como autoridad civil en las celebraciones religiosas. Llegó a ejercer también como periodista en Zaragoza.
Falleció en Ávila en 1989, a los 94 años de edad.

## Vida familiar
Era hija de Juan Lorenzo de Palacio Pérez, de Bubierca, y de Dolores Consolación de Azara y Zabala, madrileña que era nieta de la Condesa de Bureta, María de la Consolación Azlor y Villavicencio, que fue una de las heroínas del sitio de Zaragoza de la Guerra de la Independencia Española, e hija del tercer Marqués de Nibbiano, Mariano de Azara y López Fernández de Heredia, además de descendiente de los insignes Don José Nicolás y Don Félix de Azara.
Ambos progenitores fallecieron a edad temprana, lo que supuso que De Palacio tuviera que hacerse cargo de su familia y posponer el inicio de su carrera profesional hasta que su hermana menor se casara.
Se casó con un físico y matemático salmantino, Catedrático en Osuna, en Sevilla y formaron una familia poco común para la época, en la que ambos trabajaban y ella ocupaba una posición social más destacada. Era madre de Carlos Sánchez-Reyes de Palacio, que ejerció como Presidente de las Cortes de Castilla y León entre 1987 y 1991.

## Reconocimientos
En 1908, De Palacio recibió en nombre de su antepasada la Condesa de Bureta, María Consolación de Azlor y Villavicencio, la Medalla conmemorativa de los Sitios de Zaragoza, otorgada por don Antonio Maura a los descendientes de héroes y heroínas.
Tras su jubilación, fue reconocida como Colegial distinguida por el colegio de Doctores y Licenciados en Filosofía y Letras y Ciencias del distrito universitario de Salamanca. Además, le fue concedida la Orden Civil de Alfonso X el Sabio en el grado de Comendador por el Ministerio de Educación.
En 2014, una calle de Ávila recibió su nombre, estando ubicada entre las calles López Núñez y Tomás Luis de Victoria. En 2011 se publicó el libro ‘Memorias de una mujer catedrático’ de carácter autobiográfico, siendo su hijo Carlos Sánchez-Reyes de Palacio coautor.
En 2015, con motivo del Día Internacional de la Mujer, la Universidad de Zaragoza rindió un homenaje a sus primeras alumnas, entre las que se encontraban De Palacio. En 2020, durante la celebración del Día de la mujer y la niña en la ciencia, la red de economía creativa Made in Zaragoza incluyó a De Palacio en la ruta de Paseos con Ciencia como una de la científicas destacadas.

## Obra
- 2010 - Memorias de una mujer Catedrático. Madrid. 978-84-614-4961-3.[11]